# 迪克體育用品公園
迪克體育用品公園，也稱為DSG公園是一座位於科羅拉多州商貿城的足球專用體育場，是美國職業足球大聯盟科羅拉多急流的主場。

## 外部連結
- 官方网站
- 迪克體育用品公園 （页面存档备份，存于）在StadiumDB.com